# Cobor, Brașov
Cobor mai demult Covor (în dialectul săsesc Kîwern, Kuivern, Kuevern, în germană Kiwern, Küwern, Buchorn, în maghiară Kóbor) este un sat în comuna Ticușu din județul Brașov, Transilvania, România.
În localitate funcționează Ferma de biodiversitate Cobor, un proiect care contribuie la conservarea biodiversității în pajiștile tradiționale din Transilvania utilizând rase autohtone precum sura de stepă.

## Aspecte istorice
Localitatea este menționată pentru prima dată în anul 1206, într-un document al regelui Andrei al II-lea, sub numele de villa Cowrnh, fiind cea mai veche atestare documentară din județul Brașov.
Din cauza epidemiilor și atacurilor, la 1488 în localitate se găseau doar 7 familii. După repopularea satului cu familii de secui, până în anul 1640, populația ajunge să numere 70 de familii fiind la acea dată și singura localitate cu populație reformată din Scaunul Rupea. În secolul al XVII-lea se formează și o comunitate de români care în 1733, număra 23 de familii, iar în anul 1761, 21 de familii, toți ortodocși. Populația românească cunoaște o scădere spre sfârșitul secolul al XVIII-lea, ajungând să numere în anul 1805, 37 de suflete, adică aproximativ 7 familii. Cauza acestei scăderi poate fi pusă în parte pe mișcările de populație care au loc în sudul Transilvaniei, în contextul formării Regimentului I de Graniță. Mai târziu, în 1850, populația Coborului ajunge la 1047 de locuitori, dintre care unguri 934, români 56 și romi 56. Situația demografică rămâne relativ constantă, observându-se o mică scădere a populației în anul 1900, când au fost înregistrați 891 de locuitori, dintre care 104 erau români.
Din cel mai vechi recensământ scăunal, în 1640 familile care locuiau în Cobor purtau următoarele nume: Almás, Bartho, Czika, Czommor, Demeter, Fekés, Iosa, Illyés, Jacob, Kolczár, Kossa, Kovats, Máthe, Marton, Marrosi, Nagy, Paal, Pap, Peter, Szas, Siya, Szabo, Toth, Tyukosi și Varga. Analiza antroponimică a acestor nume, relevă o comunitate cultural secuiască, care prin caracterul demografic dominant a asimilat în rândurile sale familii de altă origine. Spre exemplu, nume precum Szas (care se traduce ca sas) sau Tyukosi (adica din Ticuș - localitate săsească aflată în imediata vecinătate) sugerează un proces de aculturație la nivel local care s-a desfășurat cel mai probabil în secolul al XVI-lea.    
În contextul repopulării satului cu populație secuiască, în secolul al XVI-lea în localitate se crează o parohie reformată. Aceasta a fost păstorită între secolele al XVI-lea și al XIX-lea de cel puțin treisprezece preoți: Petrus Aegidius, Matthaus Végh von Halmágy, Martinus Végh von Kobor (1603), Martinus Végh pastor Koboriensis (1641), Paulus Végh Halmaginus (1663), Martinus V. Krizbai (1684-1714, d. 1714), Stephanus Desö Krizbai (1714), Stephanus Komáromi (1743), Paulus K. Komáromi, Samuel Bodosi von Köpetz (d. 1801), Johannes D. Krizbai, Samuel Veres (1819-1855, d. 1855) și Samuel Nemes (1855).

## Personalități locale
- Krizvai (Desö) Mihály, (c.1690, Cobor - după 1730 în Alba-Iulia), teolog reformat, student al Universității din Frankfurt (1721-22) și al Universității din Utrecht (1723), autor al unor lucrări precum Exercitio theologica de natura decalogi (Frankfurt an der Oder, 1721); Disputatio philologico theologica secunda (Frankfurt an der Oder, 1721).[15]
- Demeter de Kobor (sec. al XVII-lea), familie din localitate, înnobilată de către principele Principele Mihai I Apafi la 1679.

## Turism
- Gospodaria Cobor - Șura-n Bucate, unitate de cazare și punct gastronomic.[16]
- Ferma de biodiversitate Cobor, unitate de cazare cu 23 de locuri și restaurant.[17]

## Monumente locale
- Biserica de lemn din Cobor, secolul al XVII-lea.
- Biserica fortificată din Cobor, secolul al XV-lea.

## Imagini

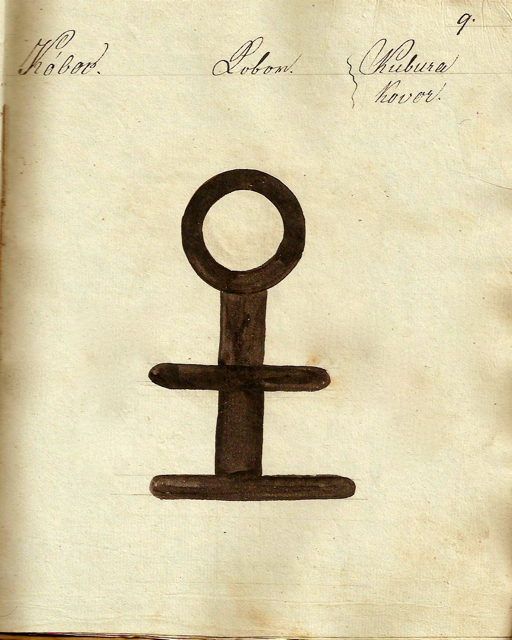
1826 - Danga pentru vitele din Cobor
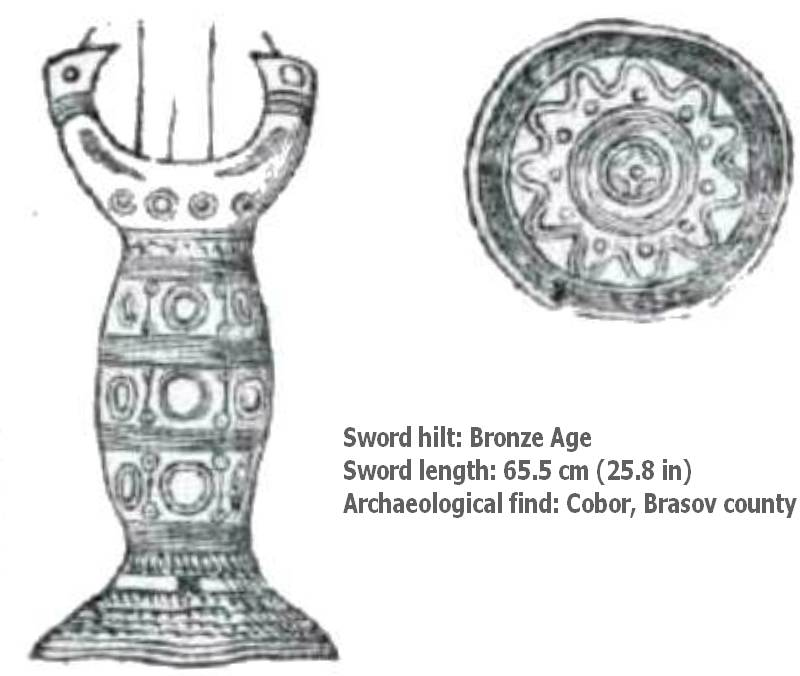
Descoperire arheologică din sat
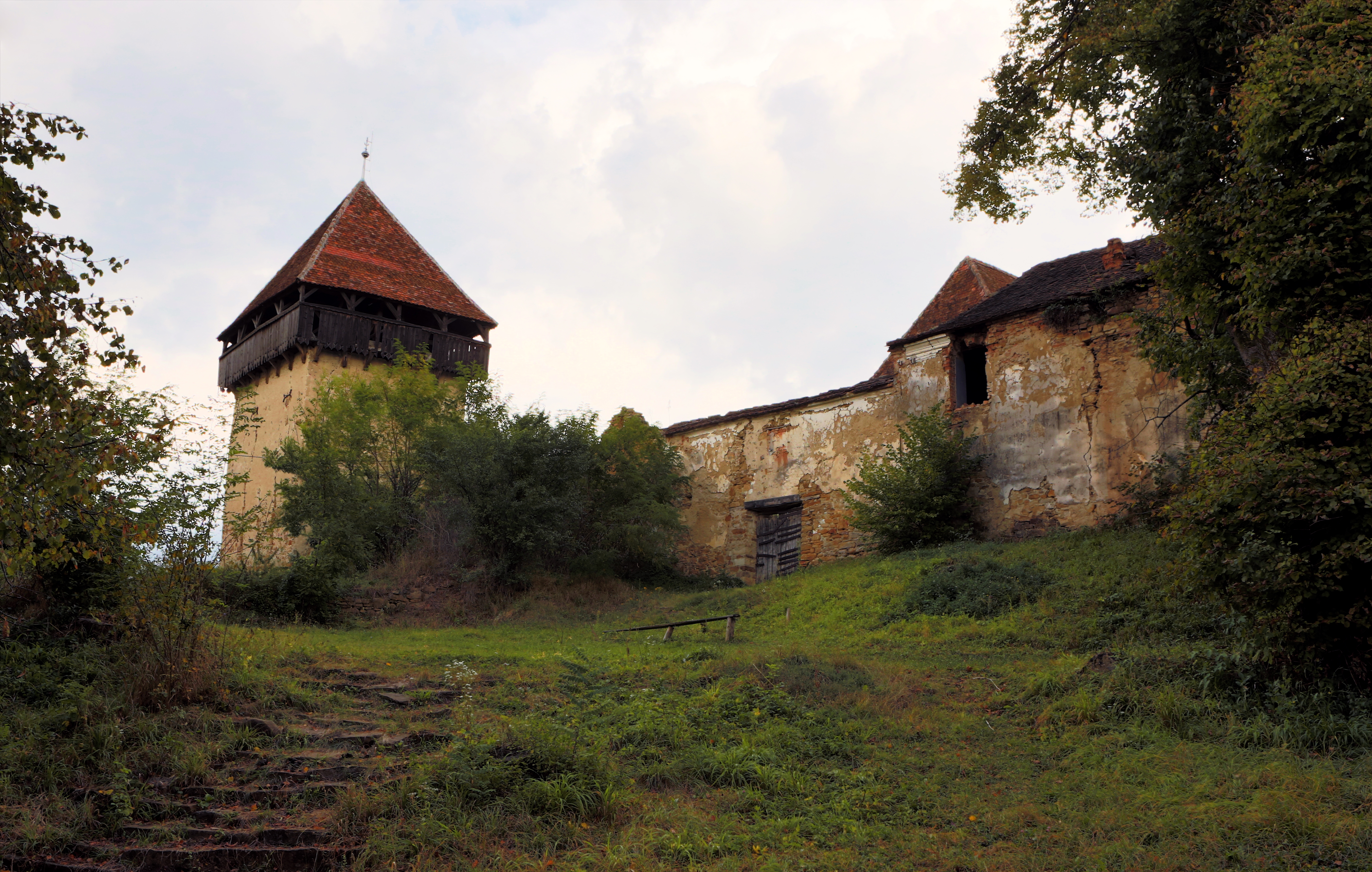
Incinta fortificată
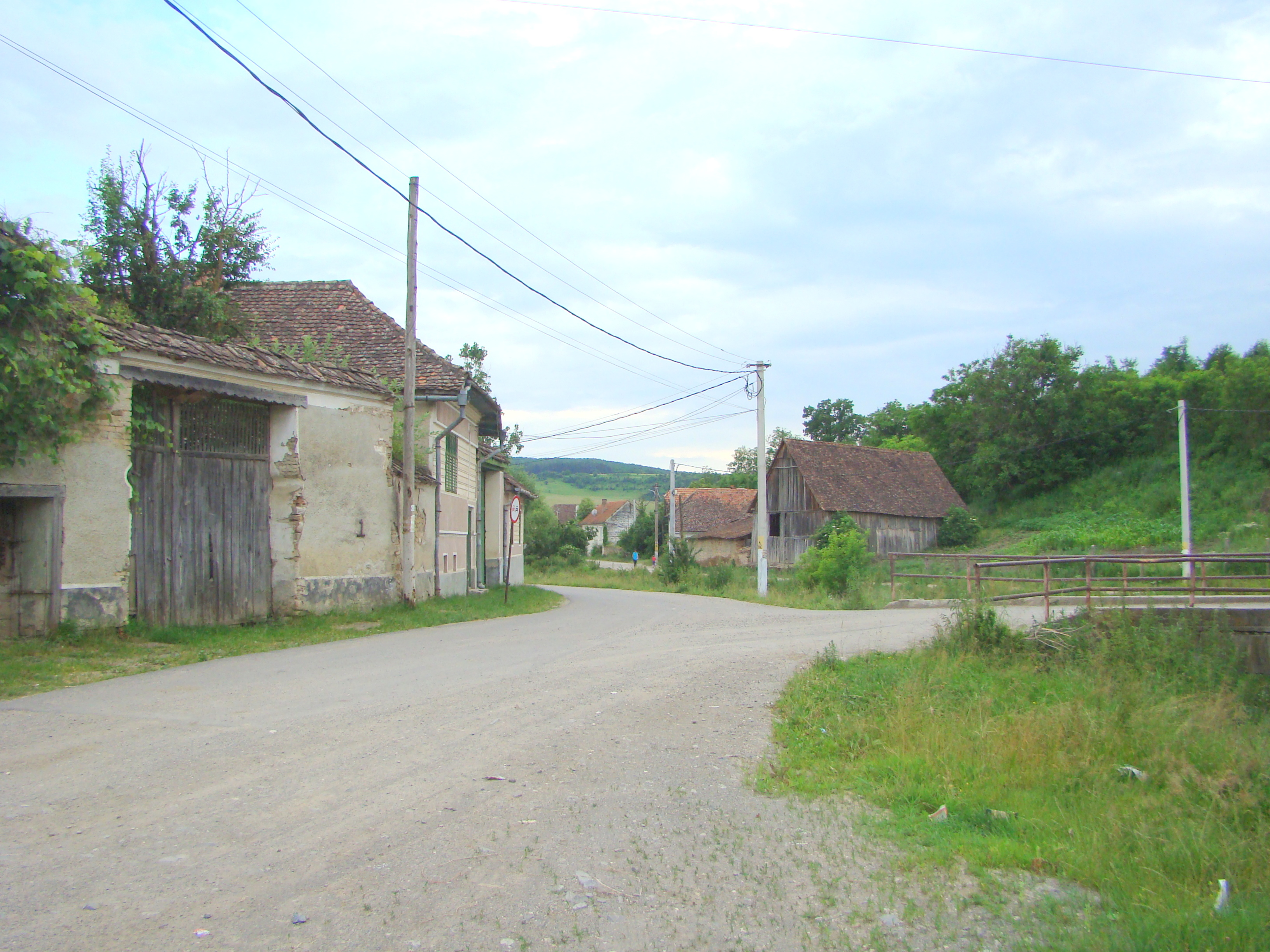
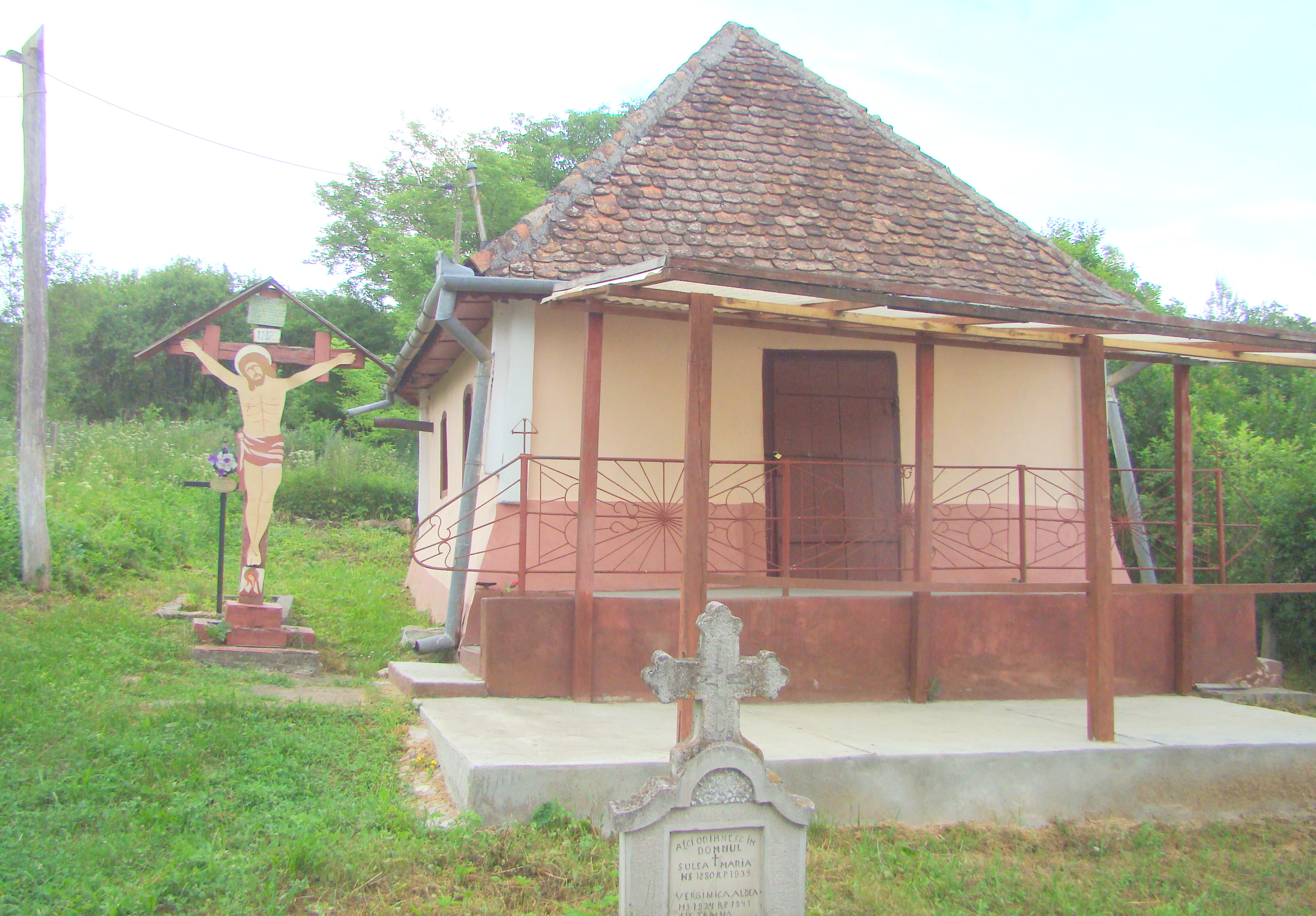
Biserica de lemn „Sfânta Treime”
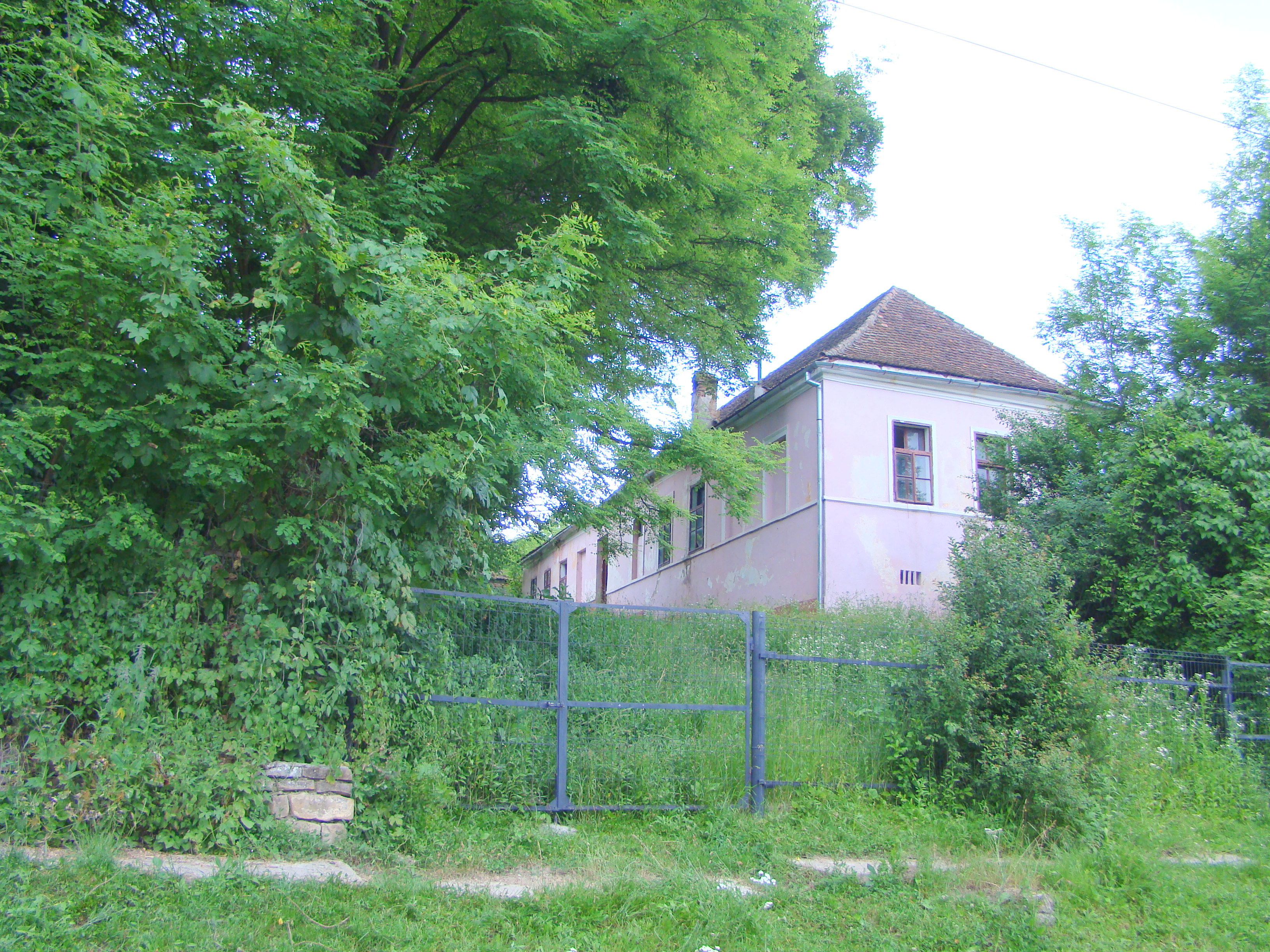
Școala
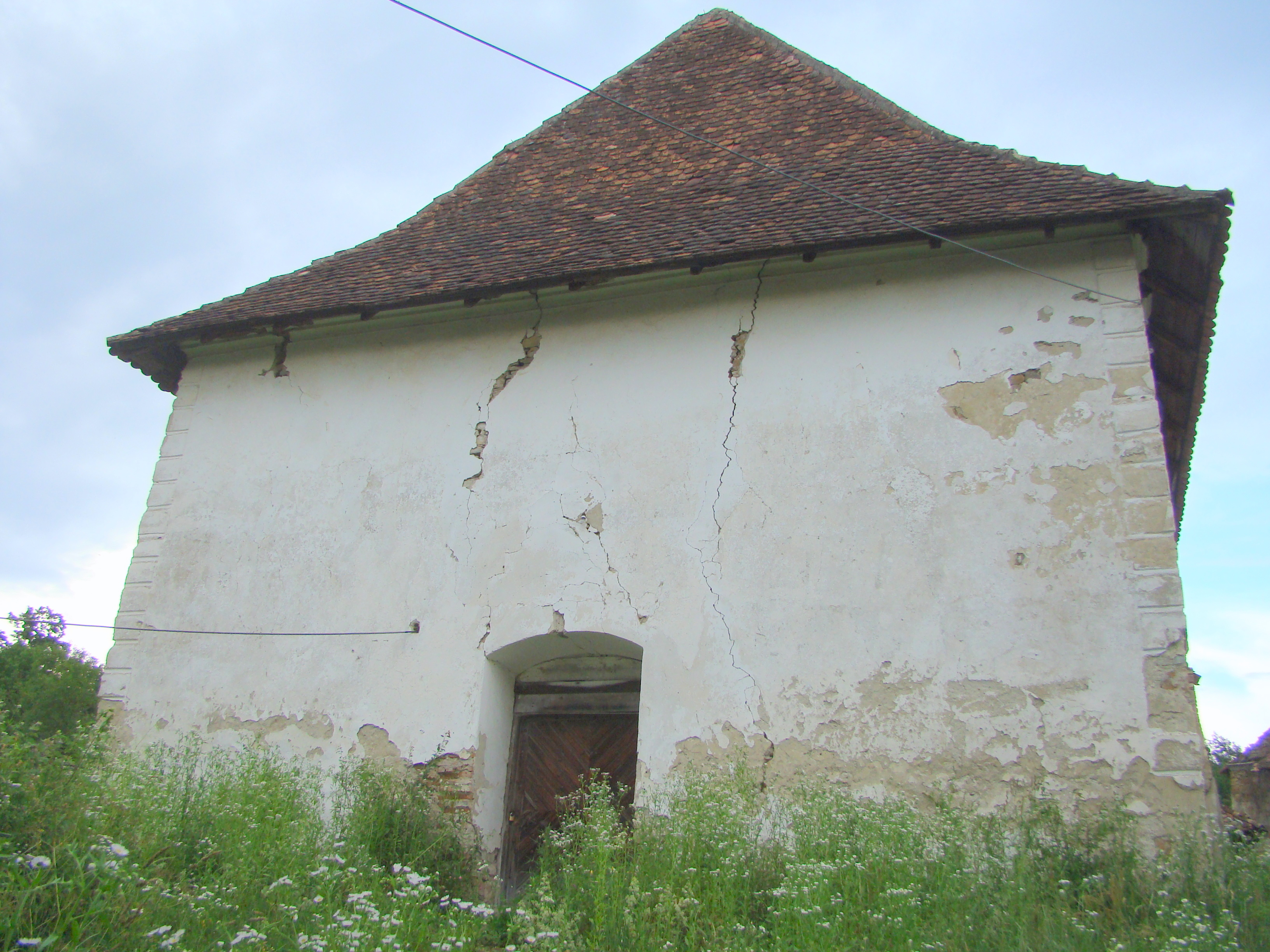
Biserica reformată fortificată: latura de vest
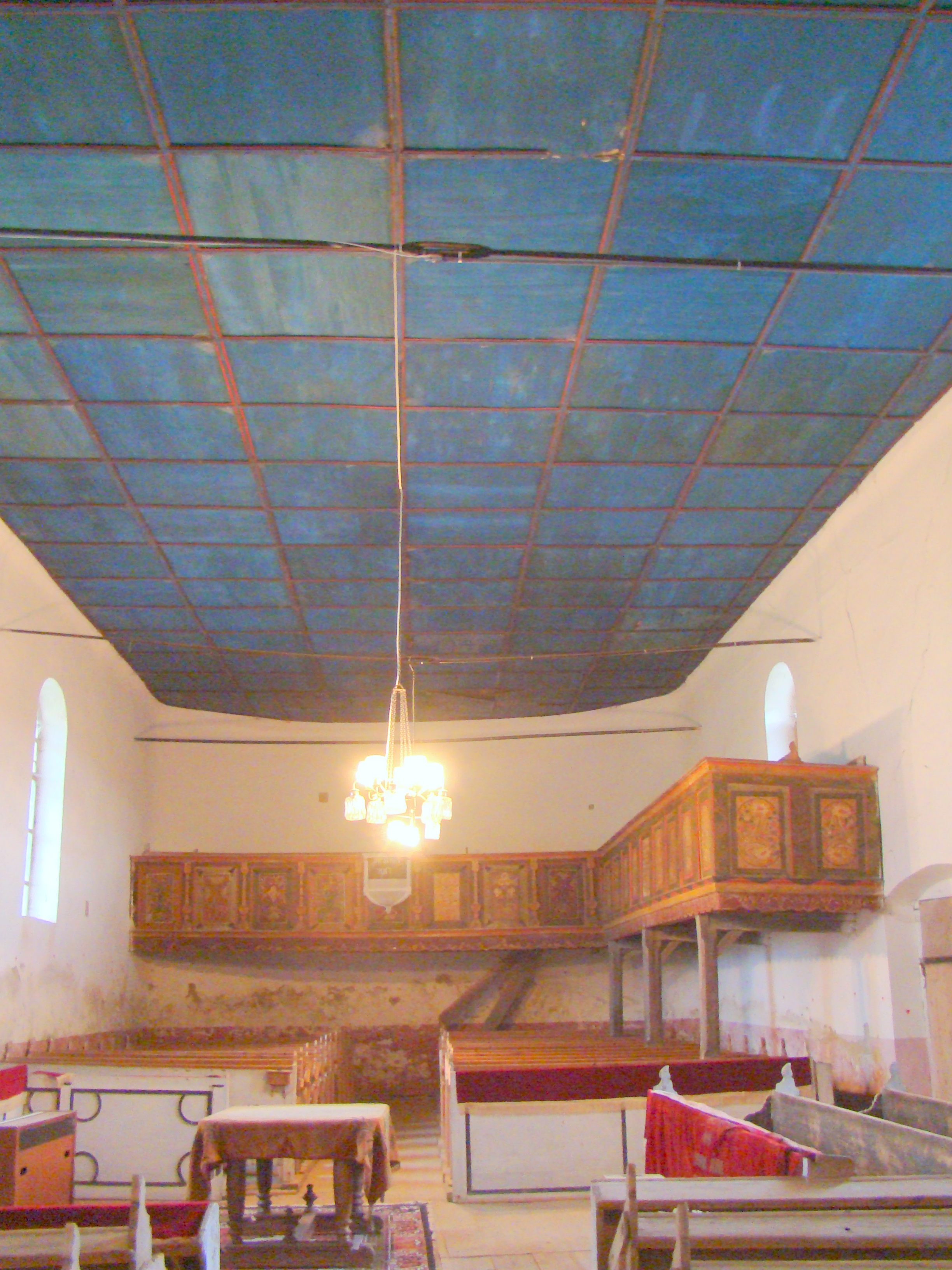
Interiorul bisericii reformate fortificate
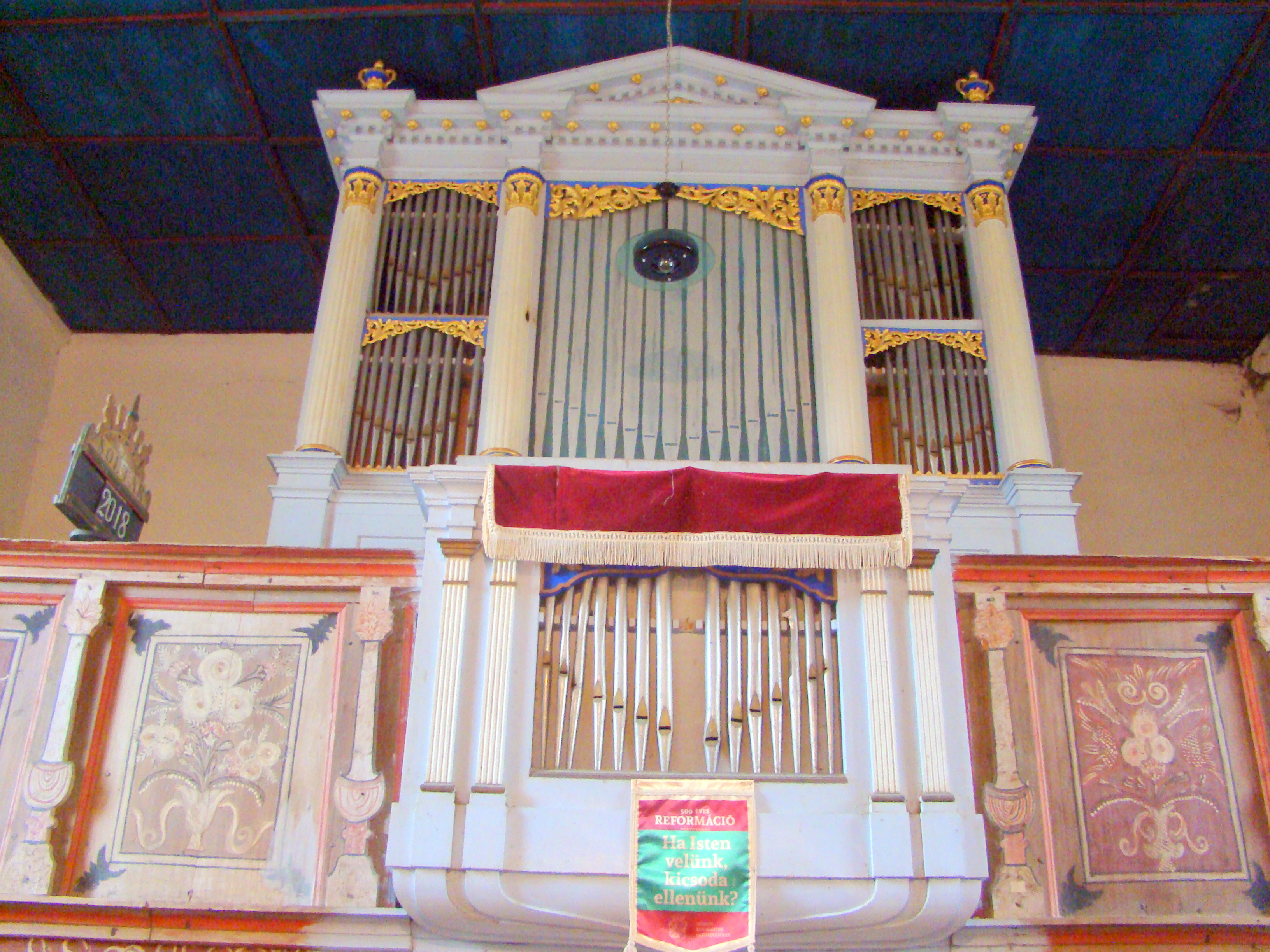
Biserica reformată fortificată: orga bisericii
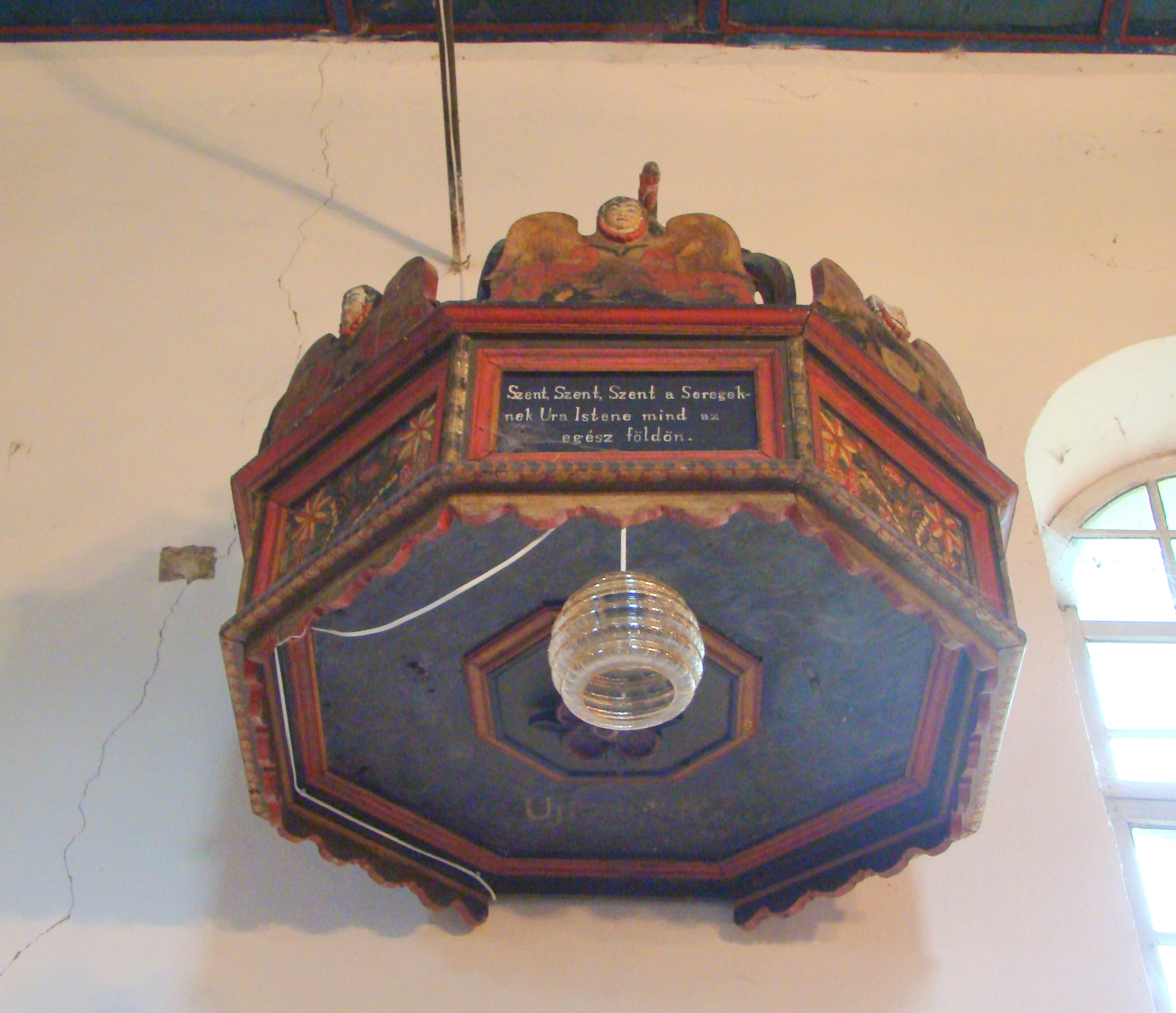
Biserica reformată fortificată: coronamentul amvonului
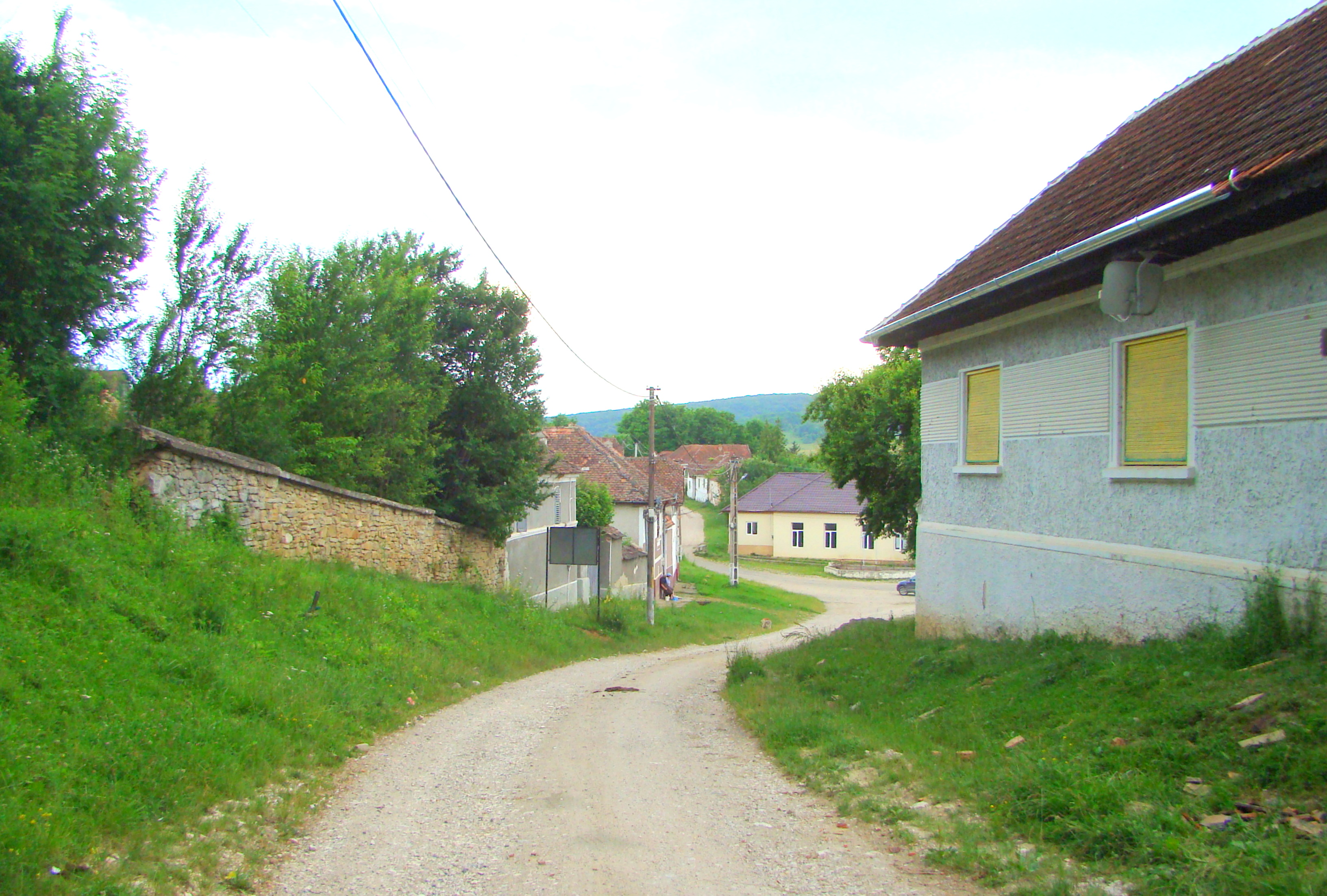

- Biserica fortificată